# 542
Évszázadok: 5. század – 6. század – 7. század
Évtizedek: 490-es évek – 500-as évek – 510-es évek – 520-as évek – 530-as évek – 540-es évek – 550-es évek – 560-as évek – 570-es évek – 580-as évek – 590-es évek
Évek: 537 – 538 – 539 – 540 –  541 – 542 – 543 – 544 – 545 – 546 – 547

## Események
- Tovább tart az 536-ban kezdődött globális lehűlés, amelyet egy vulkánkitörés indított el és világszerte jelentősen visszaveti a terméshozamokat. A "kis jégkorszak" 560-ban ér véget.

### Bizánci Birodalom
- Az egyiptomi pestisjárvány átterjed Konstantinápolyra és a lakosság ötödét elpusztítja. Naponta tízezren halnak meg, a halottakat már nem tudják eltemetni. A járvány miatt a parasztok nem merik terményüket a városba szállítani és a polgárok éheznek. Iusztinianosz császár is elkapja a pestist, de felgyógyul.
- Huszrau perzsa király Lazica megszállása után Szíriában támad a bizánciakra, de hiába ostromolja Szergiopoliszt; ezt követően visszavonul Perzsiába.
- Földrengés pusztít a Márvány-tengernél, a trákiai kikötővárosokat árhullám önti el.

### Európa
- A bizánci-gót háborúban Totila osztrogót király Faventiánál ötezer emberével legyőzi a túlerőben lévő bizánciakat. Ezután ostrom alá veszi Firenzét és amikor felmentő sereg érkezik, visszavonul és Mugello völgyében megsemmisítő vereséget mér rájuk. Firenzét hátrahagyva és Rómát megkerülve Dél-Itáliába vonul, elfoglalja az alig védett városokat Apuliában, Lucaniában és Bruttiumban, majd ostrom alá veszi Nápolyt. A szicíliai bizánci erők parancsnoka, Demetriosz tengeren küld segítséget, de flottáját a gótok szétszórják.
- I. Clothar és I. Childebert frank királyok megtámadják az Ibériai-félszigetre visszahúzódott vizigótokat. Pamplonát elfoglalják, de Zaragozát hiába ostromolják, így visszatérnek  Galliába. Childebert zsákmányként magával viszi Szt. Vince ingét és a Szent kereszt egy darabját és az ereklyéknek Párizs mellett apátságot alapít (ma Saint-Germain-des-Prés).

## Halálozások
- Arles-i Szent Caesarius, Arles püspöke

## Fordítás
- Ez a szócikk részben vagy egészben  a(z)   542 című angol Wikipédia-szócikk ezen változatának fordításán alapul.  Az eredeti cikk szerkesztőit annak laptörténete sorolja fel. Ez a jelzés csupán a megfogalmazás eredetét és a szerzői jogokat jelzi, nem szolgál a cikkben szereplő információk forrásmegjelöléseként.